# Lemuroïdeus
Els lemuroïdeus (Lemuroidea) són una superfamília de primats estrepsirrins que conté moltes de les espècies de lèmur, incloent-hi els lèmurs autèntics, lèmurs del bambú, lèmurs llanuts i sifakas. Tots els lemuroïdeus viuen únicament a l'illa de Madagascar i algunes petites illes properes.